# Банбар
Банбар (тиб. དཔལ་འབར་རྫོང་, Вайли: pal ’bar rdzong, кит. упр. 边坝县, пиньинь Biānbà xiàn) — уезд в городском округе Чамдо, Тибетский автономный район, КНР.

## История
Уезд был создан в 1960 году.

## Административное деление
Уезд делится на 2 посёлка и 9 волостей:
- Посёлок Цаока (草卡镇)
- Посёлок Банбар (边坝镇)
- Волость Маву (马武乡)
- Волость Реюй (热玉乡)
- Волость Ньиму (尼木乡)
- Волость Шадинг (沙丁乡)
- Волость Джинглинг (金岭乡)
- Волость Джагонг (加贡乡)
- Волость Машу (马秀乡)
- Волость Дува (都瓦乡)
- Волость Ладзи (拉孜乡)

## Достопримечательности
- Ледяные пещеры[2]